# Léon Gambetta
Léon Michel Gambetta (Cahors, 1838. április 3. – Ville-d’Avray (Párizs mellett), 1882. december 31.) francia újságíró, politikus, államférfi, 1881–82 között a Harmadik Francia Köztársaság 13. miniszterelnöke.

## Életútja
A Gambetta-család a 19. század elején vándorolt Genovából Nizzába, ahonnan Gambetta fűszerkereskedő édesapja Cahors-ba költözött.
A fiatal Gambetta Montfauconban és Cahors-ban végezte középiskoláit, jogot Párizsban tanult és 1859-ben mint ügyvéd telepedett le Párizsban. Eleinte Lachaud és Crémieux neves ügyvédek irodájában dolgozott és neve politikai perekben tűnt fel először.
1868. november 17-én lett közismert személy, amikor Louis Charles Delescluze forradalmárt, aki Réveil című lapjában az 1851-es államcsíny áldozata gyanánt elesett, Baudin emlékszobrára közadakozást mert rendezni, a törvényszék előtt nagy sikerrel és még nagyobb merészséggel védelmezte, miközben a császárságot, de még inkább az államcsínyt szenvedélyesen elítélte. Ez a vakmerő támadás megnyitotta előtte a törvényhozó testület ajtaját: nehány héttel később Párizsban és Marseille-ben a törvényhozó testületbe választották, ahol mint a szélső „engesztelhetetlen” balpárt egyik vezérférfia, heves támadásokat intézett a császári udvar és a romlott kormányrendszer ellen. Maró gúnnyal nyilatkozott különösen az 1870. április 5-én rendezett népszavazásról és még kíméletlenebbül bánt a liberális elvekhez hűtlenné lett Émile Ollivier-vel.
Szenvedélyes, lendületes szónok volt, aki nem annyira meggyőző, mintsem elemi erővel ragadta magával hallgatóit. Hatalmas, tömör és kellemes orgánuma még jobban emelte beszédeinek sikerét. Az 1870-es porosz–francia háború előestéjén (július 15.) helytelenítette ugyan a hadüzenet körül követett könnyelmű eljárást, de a rendkívüli hitelt megszavazta. Mihelyt kitűnt, hogy Charles Cousin-Montauban császári kabinetfőnök, Palikao grófja által közzétett győzelmi hírek légből kapottak, barátaival a császárság ellen kezdett agitálni. Augusztus 10-én a nemzetőrség felfegyverzését és Párizs védelmi készültségbe helyezését indítványozta. A sedani katasztrófa hírére szeptember 4-én a törvényhozó testületben pedig azonnal III. Napóleon császár letételét és a Bonaparte-család örök időkre való számkivetését indítványozta. A városházán (Hôtel de Ville de Paris) kikiáltotta a köztársaságot, és párizsi ellenzéki képviselőtársaival a nemzeti honvédelem kormányában a belügyi tárcát vállalta magára.
Párizs körülzárolása után, 1870. október 8-án a németek figyelmét kikerülve, léggömbbel menekült Párizsból Toursba, hogy az ideiglenes kormánynak ott székelő bizottságát serényebb működésre bírja. A belügyi tárcán kivül még a hadügyit is kezébe vette, diktátori hatalommal szervezte a háborúnak végső erőmegfeszítéssel való folytatását, megszervezte a sorkatonaságot, nemzetőrséget, franctireurs-eket és még az ellenség által is bámult csüggedetlen lelkesedéssel szervezte Franciaország védelmét. Lázas sietséggel létesítette a Délnyugati Loire hadsereget Louis d’Aurelle de Paladines és az Északi hadsereget Louis Faidherbe parancsnoksága alatt. Az előbbinek kudarca után pedig annak romjaiból két sereget alakított, a Loire-sereget (Alfred Chanzy alatt) és a merész fordulattal a Keleti határra, Belfort felmentésére rendelt Keleti hadtestet Charles Denis Bourbaki alatt.
Hasztalan tette le Gambetta az ügyetlen vagy szerencsétlen hadvezéreket, hasztalan szervezte a németek háta mögött a gerilla-háborút, emberfeletti erővel sem tudta a diadalt kicsikarni. A békekötésről mindazonáltal hallani sem akart, és amikor Adolphe Thiers és Jules Favre a teljes reménytelenséggel szemben 1871-ben fegyverszünetet kötöttek a németekkel, határozottan tiltakozott a lépés ellen. 

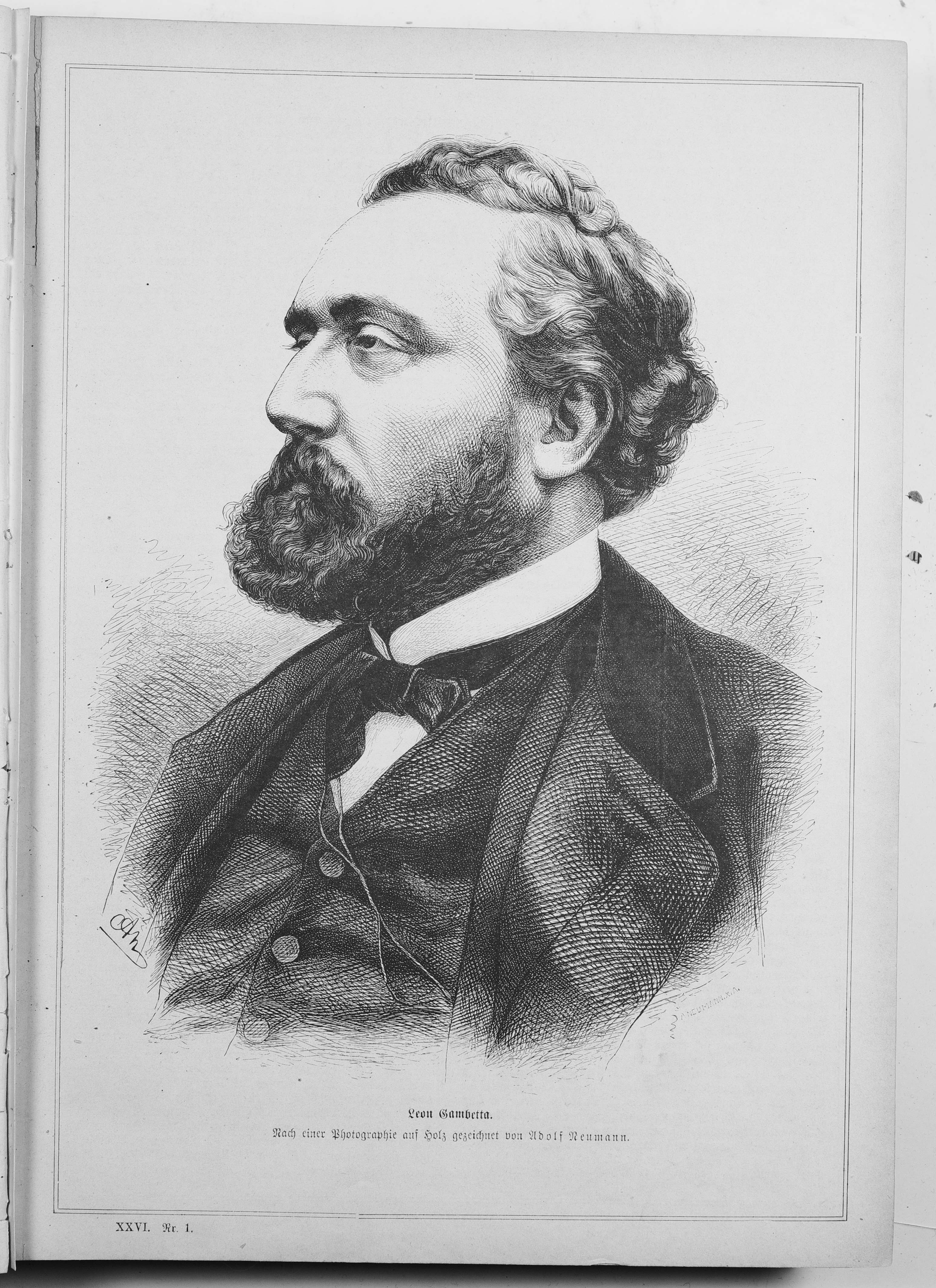
Gambetta 1878-ban

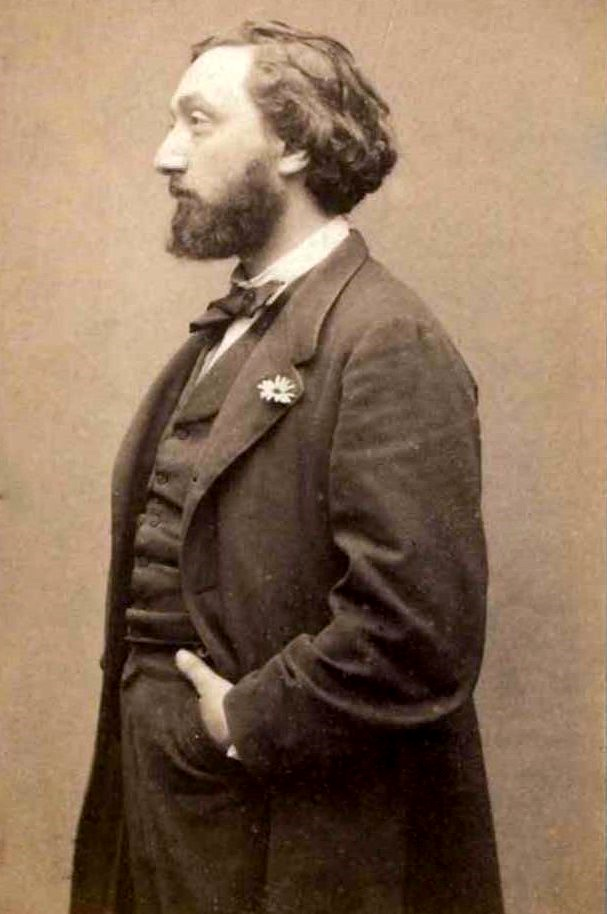
Gambetta az 1870-es években

A február 8-án végbement választásokon kilenc mandátumot kapott, ezek közül az elzászit fogadta el, és a bordeaux-i nemzetgyűlésen a békekötést ellenezte. Fáradozásait nem koszorúzta siker, mindazonáltal a haza védelmezése és hadi hírneve körül kifejtett tevékenységének emléke mélyen bevésődött a franciák szívébe, akik 1871 óta benne látták a reváns utáni vágy megtestesülését. E szándékait azonban Gambetta az első években bölcsen titkolta. Mint a Köztársasági Unió (Union Républicaine) alapítója és vezére, valamint a République française újság főszerkesztője, lankadatlanul küzdött a monarchisták, különösen a gyűlölt bonapartisták ellen, akiket minden alkalommal vérig ostorozott.
1871-től 1873-ig erős agitációt fejtett ki a nemzetgyűlés feloszlatása iránt. Thiers elnök bukása (1873. május 24.) után azonban felismerte, hogy ezzel csak a monarchisták malmára hajtja a vizet, ezután mérsékletesebb és nyugodtabb mederbe terelte a közvéleményt, és közreműködött az 1875 februári alkotmány megalkotásában.
Az 1876-os képviselőválasztásokban nemcsak ő maga kapott mandátumot, hanem a 360 köztársasági képviselő közül a többség a Gambetta által hirdetett program alapján jutott a mandátum birtokába. Ezután Gambetta a köztársasági párt vezéralakjaként, de különösen a költségvetési bizottság befolyásos elnökeként (1876-tól 1879-ig) szerepelt a képviselőházban. Megbuktatta a reakciós Buffet-minisztériumot, demokrata reformokra késztette a Dufaure-kabinetet és felszabadította a közoktatást a klerikálisok befolyása alól.
Igazi fénykora csak 1877. május 16-án kezdődött, amikor a Mac-Mahon elnök által a miniszterelnöki székbe ültetett orléans-ista Broglie miniszterelnök és Fourtou belügyminiszter kormánya ellen kezdett parlamentáris hadjáratot az alkotmány és a köztársaság fennmaradása érdekében. Ehhez hasonlót korábban legfeljebb Gladstone folytatott Angliában. A választások után együtt volt megint a 360 fős köztársasági többség, amely Gambetta vezérlete alatt előbb a Broglie–Fourtou kormányt, majd magát Mac-Mahont kényszerítette lemondásra.
Miután a kongresszus Jules Grévy-t választotta a köztársaság elnökévé, utódja a képviselőház elnöki székében Gambetta lett (1879. január 31.). Ezután jóformán ő intézte Franciaország sorsát, amennyiben a különböző minisztériumokra erős befolyást gyakorolt. Ha egyik-másik kabinet dacolni mert vele, akkor azt leszavaztatta, amint ezt például 1880. szeptember 19-én a klerikálisokkal szemben engedékenynek mutatkozó Charles de Freycinet kormányával tette. A közvélemény ekkor azt sürgette, hogy Gambetta vállalja el a kormányzást, ő azonban most is inkább a színfalak mögött maradt, és idegen cégér alatt szabott irányt a kormánynak. Attól félt, hogy mint miniszterelnökként hamar lejáratná magát, ezzel füstbe mennének a köztársaság elnöki székéhez fűzött reményei. Nemsokára azonban mégis belátta, hogy a miniszterelnöki hatalom elől többé ki nem térhet, ezért feltétlenül engedelmes és megbízható többséget igyekezett szerezni magának. E célból rábírta Jules Ferry miniszterelnök és Ernest Constans belügyminiszter kormányát, hogy listás szavazást léptessenek életbe, ez azonban a szenátus ellenzése miatt nem sikerült. Az 1881 augusztusi választásokon azonban Gambetta pártja nagy diadalt aratott, 450 köztársasági képviselő közül 206 az ő táborukhoz csatlakozott. A Ferry kabinet október 28-án leköszönt, Grévy elnök a helyzet urára, Gambettára bizta az új kormány megalakítását.
Az 1881. november 28-án megalakult új kabinet (la grand ministère) azonban nem felelt meg a vele szemben támasztott várakozásoknak. Gambetta mellett csak másodrangú tehetségek vállaltak miniszteri megbízást, akik ugyan vele szemben engedelmes szolgáknak bizonyultak, de a képviselőházban nem volt befolyásuk. Gambetta kormányzása rövid volt és terméketlen. A külügy terén Nagy-Britanniával szemben kudarcot vallott az egyiptomi kérdésben, a belügyi politika terén pedig végzetes makacssággal sürgette a listás választás bevezetését, ezzel fokozódó idegességet keltett valamennyi politikai pártban. Amikor pedig a duzzadó önérzettől áthatott Gambetta fenyegetésekre is ragadtatta magát, a diktatúrát megelőzni óhajtó képviselőház 1882. január 26-án 305 szavazattal 119 ellenében elvetette a listás szavazásról szóló törvényjavaslatot, ezzel leszavazta addigi bálványát is. Gambetta rögtön leköszönt, később már nem is vállalt parlamenti szereplést, csak a République française újság szerkesztőjeként, párthíveinek vezéreként, összeköttetései révén igyekezett befolyást gyakorolni a képviselőházra.
Ezt követően Gambetta minden erejével a köztársaság elnöki székére pályázott. Reményeinek korai halála vetett véget. 1882. november 27-én egy tisztázatlan körülmények között leadott pisztolylövéstől életveszélyesen megsebesült. A lövést saját maga, vagy Madame Léon adta le. Az év utolsó napján belehalt sérülésébe. Állami temetést kapott, nagy pompával kísérték Nizzába, végső pihenőhelyére. A III. köztársaság legnagyobb hatású és legnépszerűbb államférfia szállt vele sírba, akinek hibái mára javarészt feledésbe mentek, a közvélekedés főleg lángoló hazaszeretetére emlékezik.
Gambetta nem hagyott maga után örököst. Családjából mindössze apja és egy idős nagybátyja élte őt túl. Ez utóbbi, a család utolsó sarja, a Sadi Carnot elnök ellen elkövetett merénylet hírének hatása alatt 1894. június 29-én halt meg Nizzában.

## Kapcsolódó szócikk
- Franciaország miniszterelnökeinek listája

| Elődje: Jules Ferry | Franciaország kormányfője 1881. november 14. – 1882. január 30. | Utódja: Charles de Freycinet |